# Suore della Sacra Famiglia di Nazareth

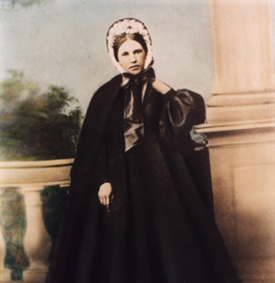
Franciszka Siedliska, fondatrice dell'istituto

Le Suore della Sacra Famiglia di Nazareth sono un istituto religioso femminile di diritto pontificio: i membri di questa congregazione pospongono al loro nome la sigla C.S.F.N.

## Storia
La congregazione venne fondata a Roma nel 1875 dalla religiosa polacca Franciszka Siedliska (1842-1902) con l'approvazione del cardinale vicario Raffaele Monaco La Valletta: la Siedliska (in religione madre Maria di Gesù Buon Pastore) ne scrisse gli statuti con l'aiuto del superiore generale della Congregazione della Resurrezione di Nostro Signore Gesù Cristo, Piotr Semenenko, che affiancò le suore della Sacra Famiglia ai padri del suo istituto per l'assistenza agli esuli e agli emigrati polacchi.
L'istituto ha ricevuto il pontificio decreto di lode il 1º settembre 1896 e le sue costituzioni vennero approvate definitivamente dalla Santa Sede il 4 giugno 1923.
Nel 1943 undici suore della Sacra Famiglia (Maria Stella Mardosewicz e dieci consorelle) vennero fucilate a Nowogródek (oggi in Bielorussia) dagli uomini della Gestapo: il gruppo venne beatificato nel 2000.
La fondatrice è stata beatificata da papa Giovanni Paolo II in Piazza San Pietro a Roma il 23 aprile 1989.

## Attività e diffusione
Le suore della Sacra Famiglia seguono la regola del Terzo Ordine Regolare di San Francesco e si dedicano, tra l'altro, all'educazione delle fanciulle e alla cura dei malati.
Sono presenti in Australia, Bielorussia, Filippine, Francia, Italia, Lituania, Polonia, Porto Rico, Israele, Regno Unito, Russia, Spagna, Stati Uniti d'America e Ucraina: la sede generalizia è a Roma.
Al 31 dicembre 2005, la congregazione contava 1.490 religiose in 152 case.